# La Push
La Push es una pequeña comunidad no incorporada, situada en la desembocadura del río Quileute, al oeste de la Península Olímpica, en el condado de Clallam (estado de Washington, Estados Unidos). La Push es la comunidad más grande dentro de la reserva india quileute, donde vive la tribu quileute, reconocida a nivel federal. La Push es conocida por su belleza natural y porque desde allí pueden avistarse ballenas. Históricamente, la comunidad ha estado ubicada en la costa; sin embargo, el aumento del nivel del mar llevó a sus habitantes a comenzar en 2017 un traslado controlado hacia terrenos más altos. El primer edificio que se trasladó fue la escuela primaria.

## Toponimia
El nombre de La Push deriva del francés La Bouche, que significa "la boca", en referencia a la desembocadura del río Quileute, adaptado a la fonética del Chinook Jargon.

## Clima
La Push tiene un clima oceánico muy húmedo. El clima es templado y fuertemente influenciado por el Océano Pacífico, lo que hace inviernos muy suaves para una latitud norte. Situado al oeste de las Montañas Olympic. La Push y la costa circundante absorben la lluvia cae considerablemente a lo largo del frente de la montaña.

## Enlaces externos

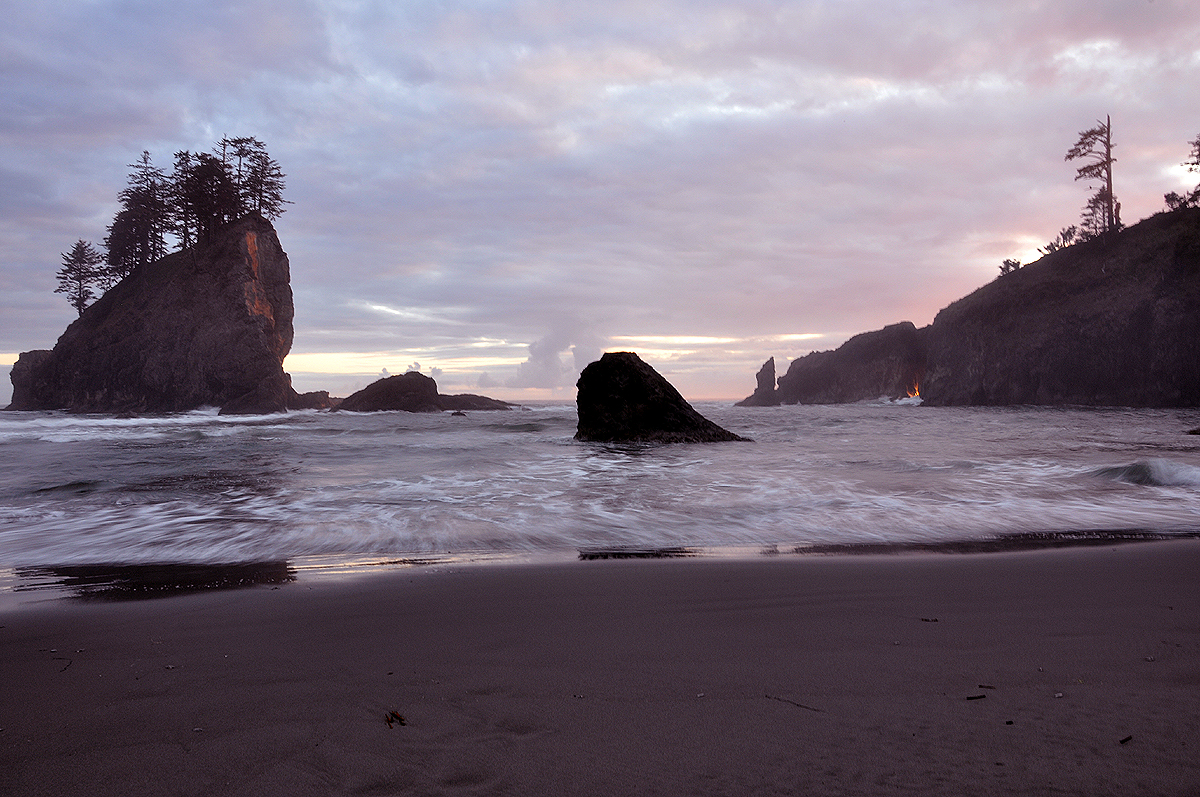
La Push, Second Beach al atardecer